# Astragalus testiculatus
Astragalus testiculatus là một loài thực vật có hoa trong họ Đậu. Loài này được Pall. miêu tả khoa học đầu tiên.

## Hình ảnh

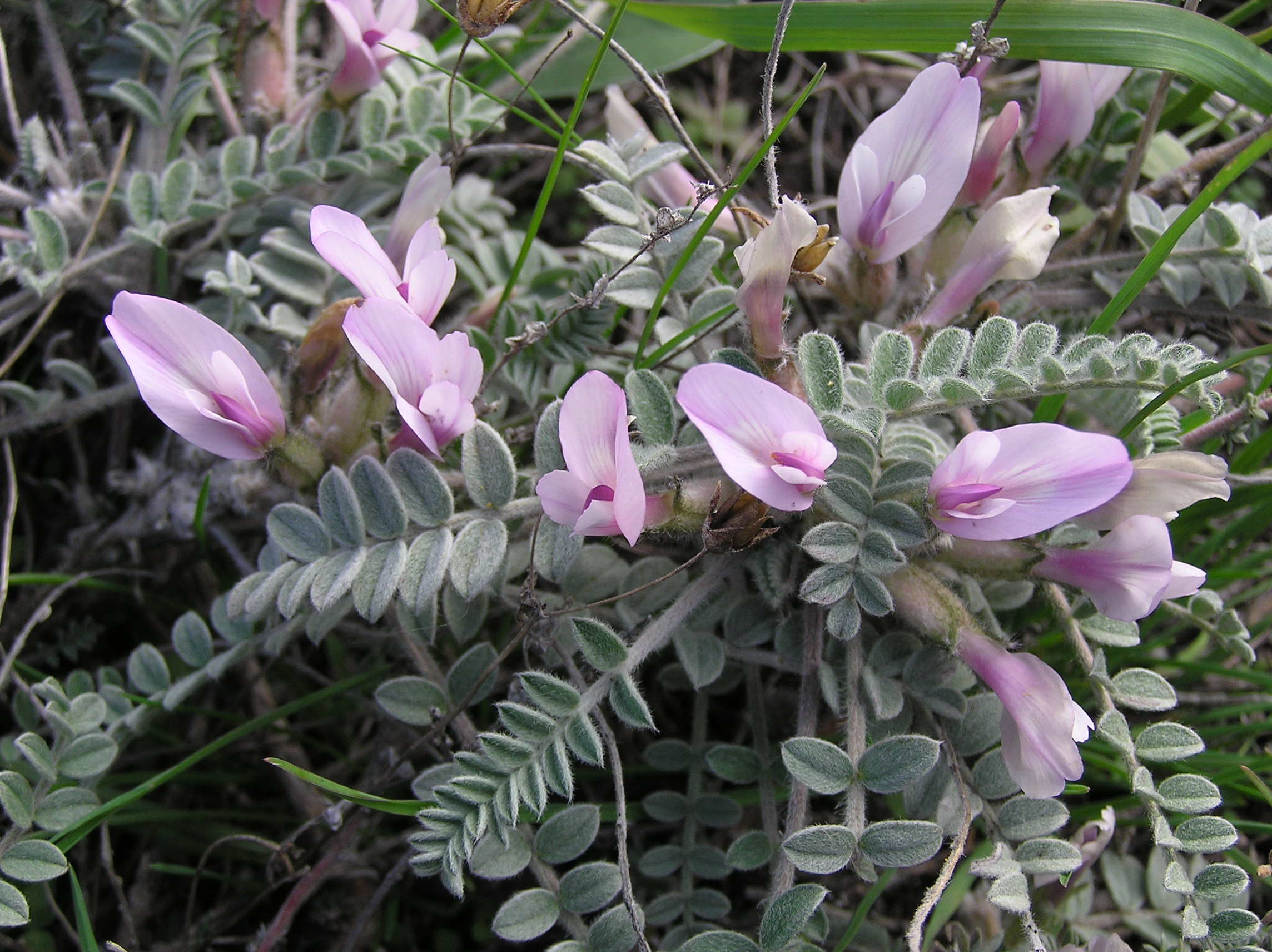
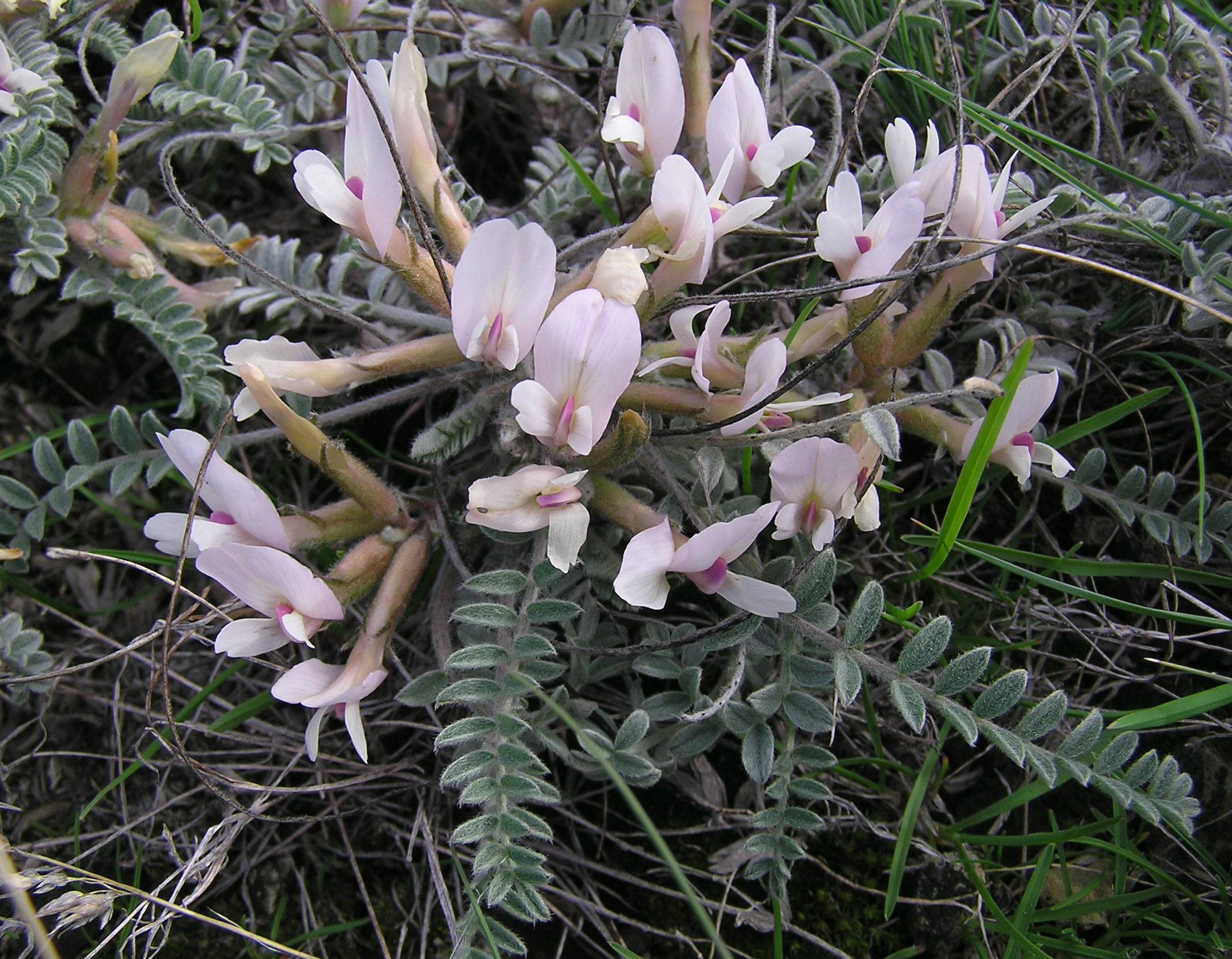
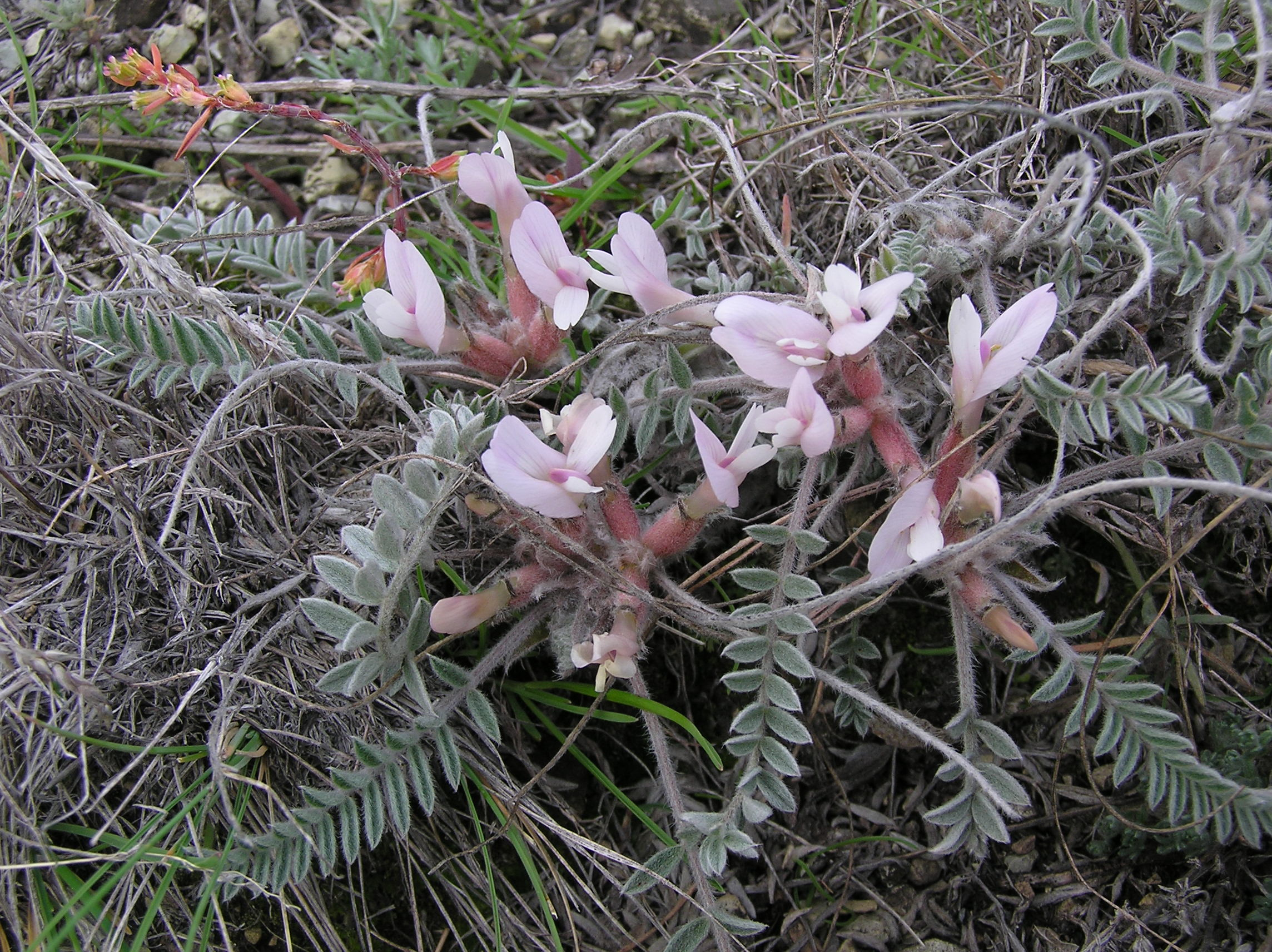